# Mariakapel (Lange Hout)

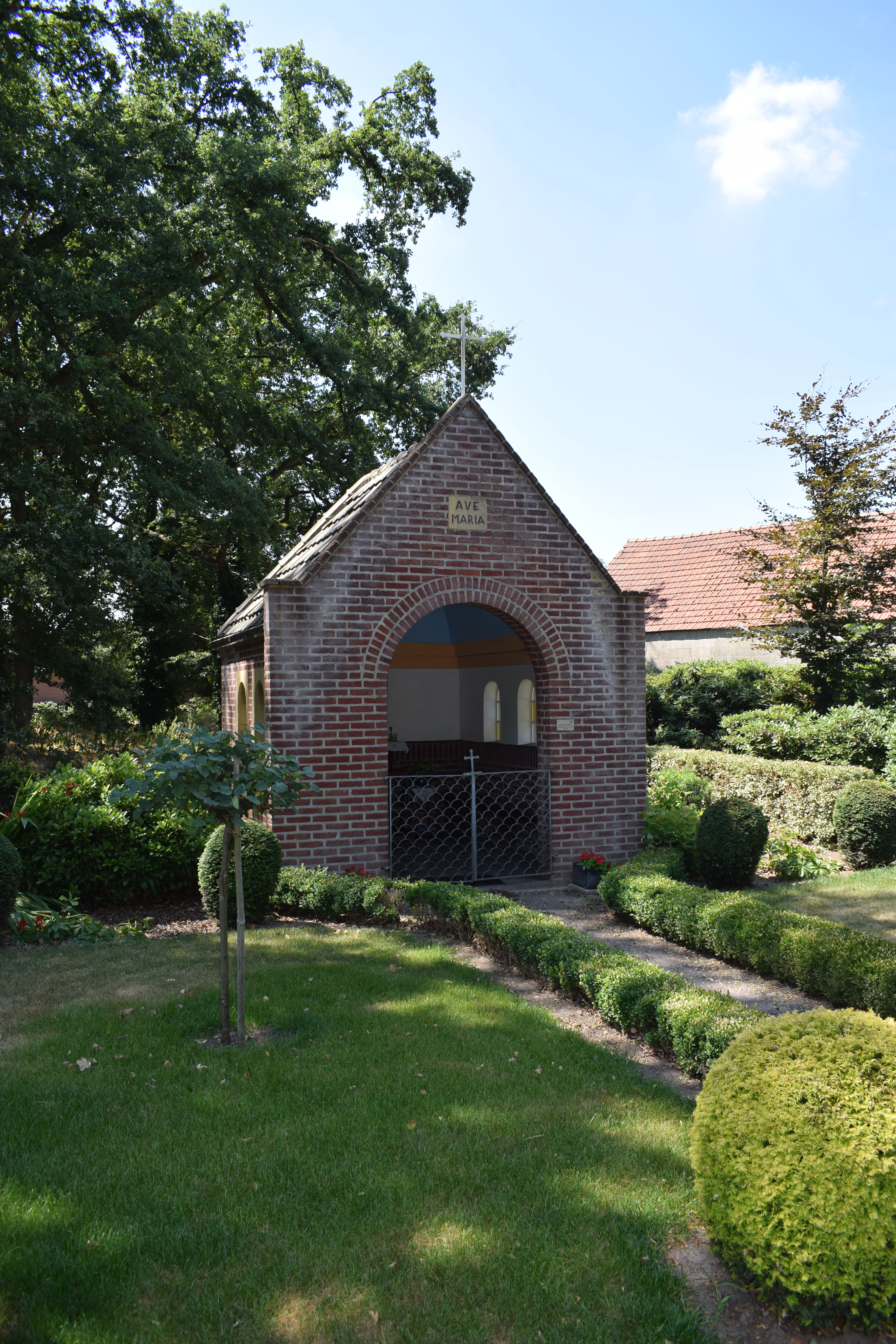
De Mariakapel van Lange Hout

De Mariakapel is een veldkapel in de buurtschap Lange Hout bij Maasbree in de Nederlandse gemeente Peel en Maas. De kapel staat in een bocht van de straat Lang Hout waar de Rinkesfort hierop uitkomt op de splitsing midden in de buurtschap, gelegen ten zuidwesten van het dorp Maasbree.
Op ongeveer 1250 meter naar het noorden staat de Sint-Annakapel, op ongeveer 1100 meter naar het noordoosten staat de Sint-Antoniuskapel en op ongeveer twee kilometer naar het zuidoosten de Mariakapel in de buurtschap Rinkesfort.
De kapel is gewijd aan Maria.

## Geschiedenis
In 1946 werd de kapel vlak na de Tweede Wereldoorlog gebouwd uit dankbaarheid van de onderduikers dat ze hier in de buurt konden verblijven.

## Gebouw
De bakstenen kapel is opgetrokken op een rechthoekig plattegrond en wordt gedekt door een zadeldak met pannen. In de beide zijgevels zijn twee rondboogvensters aangebracht die door gele rechthoekige steen omlijst worden. De frontgevel steekt iets voorbije de zijgevels uit en is een topgevel met schouderstukken. Op de top is een metalen kruis aangebracht en hoog in de frontgevel is een gelige gevelsteen aangebracht met daarin de tekst AVE MARIA. De frontgevel bevat de rondboogvormige toegang van de kapel die wordt afgesloten met een halfhoog metalen hek.
Van binnen is de kapel deels gestuukt waarbij de onderste helft een bakstenen lambrisering heeft. Boven de lambrisering zijn de wanden wit gestuukt tot aan de overgang naar het spitstongewelf. Deze overgang is in een baan okergeel geschilderd en het gewelf zelf is blauw van kleur. Tegen de achterwand is een houten altaar geplaatst. Boven het altaar hangt aan de achtergevel een icoon van de Onze-Lieve-Vrouw van Altijddurende Bijstand.